# Mejía (Arequipa)
Mejía es una localidad y balneario peruano, capital del distrito homónimo ubicado en la provincia de Islay en el departamento de Arequipa. . Se encuentra a una altitud de 15 m s. n. m. Tiene antiguas casa de madera del siglo XX. Se encuentra cerca de las lagunas de Mejía.

## Urbanizaciones
Durante el transcurso de los años varios grupos inmobiliarios han apostado por el balneario de Mejía, esto hace que el distrito crezca planificadamente y tenga más turistas nacionales como internacionales.

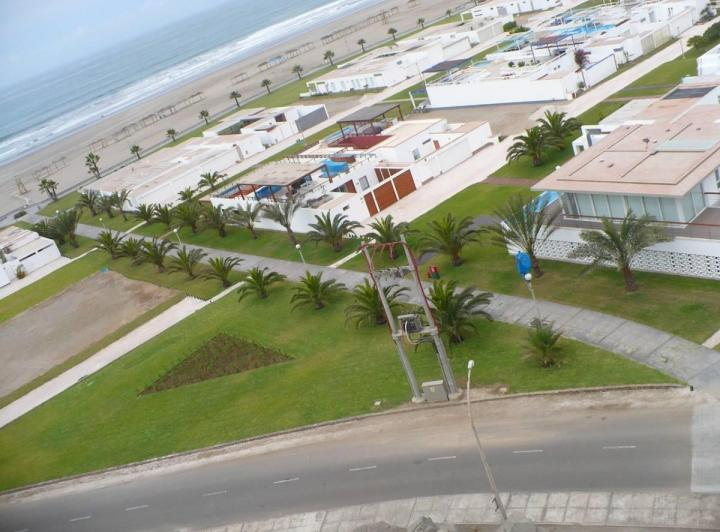
Costa Palmeras exclusiva urbanización en Mejía.

## Clima
| Parámetros climáticos promedio de Mejía | Parámetros climáticos promedio de Mejía | Parámetros climáticos promedio de Mejía | Parámetros climáticos promedio de Mejía | Parámetros climáticos promedio de Mejía | Parámetros climáticos promedio de Mejía | Parámetros climáticos promedio de Mejía | Parámetros climáticos promedio de Mejía | Parámetros climáticos promedio de Mejía | Parámetros climáticos promedio de Mejía | Parámetros climáticos promedio de Mejía | Parámetros climáticos promedio de Mejía | Parámetros climáticos promedio de Mejía | Parámetros climáticos promedio de Mejía |
| Mes                                     | Ene.                                    | Feb.                                    | Mar.                                    | Abr.                                    | May.                                    | Jun.                                    | Jul.                                    | Ago.                                    | Sep.                                    | Oct.                                    | Nov.                                    | Dic.                                    | Anual                                   |
| --------------------------------------- | --------------------------------------- | --------------------------------------- | --------------------------------------- | --------------------------------------- | --------------------------------------- | --------------------------------------- | --------------------------------------- | --------------------------------------- | --------------------------------------- | --------------------------------------- | --------------------------------------- | --------------------------------------- | --------------------------------------- |
| Temp. media (°C)                        | 22.5                                    | 23.2                                    | 22.1                                    | 20.8                                    | 19.3                                    | 17.8                                    | 16.9                                    | 16.6                                    | 16.9                                    | 18.3                                    | 20                                      | 21.5                                    | 19.7                                    |
| Fuente: climate-data.org                |                                         |                                         |                                         |                                         |                                         |                                         |                                         |                                         |                                         |                                         |                                         |                                         |                                         |